# Ourisia ruellioides
Ourisia ruellioides (L.f.) Kuntze, 1898 è una pianta della famiglia Plantaginaceae, diffusa in Cile e Argentina.